# José Luis Rocha
José Luis Rocha (Città del Messico, 27 giugno 1966) è un ex tuffatore messicano naturalizzato statunitense.

## Biografia
È nato a Città del Messico.
Ha rappresentato il Messico ai Giochi olimpici di Los Angeles 1984, concludendo al tredicesimo posto nel turno qualificatorio nel concorso dei tuffi dalla piattaforma 10 metri. 
Ha sposato la tuffatrice statunitense Michele Anne Mitchell, vincitrice di due medaglie d'argento ai Giochi olimpici di Los Angeles 1984 e Seul 1988 ed inclusa nell'International Swimming Hall of Fame, dalla quale ha divorziato nel 2006. Con Mitchell ha avuto due figlie Ariana e Dakota. Grazie al matrimonio ha acquisito la cittadinanza statunitense.
Dopo il ritiro è entrato nelle forze di polizia presso il Delray Beach Police Department. Nel 2006 è entrato nell'esercito statunitense.